# Aukusti Valdemar Koskimies
August (Aukusti) Valdemar Koskimies, född 7 januari 1856 i Pihlajavesi, död 5 juni 1929 i Helsingfors, var en finländsk lärare och författare.
Koskimies blev filosofie doktor 1891, var lektor i de inhemska språken vid finska normallyceet i Helsingfors 1892–1907 och överlärare i dessa ämnen 1907–1926. Han utgav några etnografiska arbeten, redigerade en samling finska ordspråk (1906) jämte historisk introduktion och publicerade den litteratur- och språkhistoriska antologin Agricolasta Juteiniin (1921). Han framträdde även som lyriker; hans samlade dikter utkom 1926 under titeln Vuosien varrelta. Han tilldelades professors titel 1926.

## Utmärkelser
- Kommendörstecknet av Finlands Vita Ros’ orden[1]
- Sankt Stanislausorden, tredje klass[1]

[Redigera Wikidata]